# Trema (Horvátország)
Trema falu Horvátországban Kapronca-Kőrös megyében. Közigazgatásilag Sveti Ivan Žabnóhoz  tartozik.

## Fekvése
Kőröstől 6 km-re délkeletre, községközpontjától 5 km-re északra az azonos nevű patak partján fekszik.

## Története
A települést 1430-ban még birtokként említik először. 1471-ben egy nemes nevében találjuk "Mihalj de Thremecz" alakban. Szerepel az 1507 és 1543 közötti adóösszeírásokban kilenctől huszonhárom adózó portáig, minden alkalommal két birtokossal. 1577-ben egy erősséget is említenek itt, mely kisebb kastély, vagy őrtorony lehetett. A mai kápolna helyén a középkorban is templom állhatott, mely körül sánc nyomai fedezhetők fel. Valószínűleg a középkori templomot erősítették meg a török veszély hatására.
1857-ben 804,  1910-ben 1232 lakosa volt. Trianonig Belovár-Kőrös vármegye Körösi járásához tartozott. 2001-ben 803 lakosa volt.

## Nevezetességei
Szent Julianna tiszteletére szentelt kora barokk kápolnája a 16-17. században épült. Négyszög alaprajzú szentélyéhez sokszög záródású sekrestye csatlakozik. Régen síkmennyezete volt, melyet a 17. század végén beboltoztak. A főhomlokzat felett fa harangtorony található. Egyike a vidék azon ritka épületeinek, melyek megőrizték eredeti formájukat. 1667-ben plébániatemplomként említik, mely rangját 1789-ig tartotta meg, amikor a szentgyörgyi plébániához csatolták. Barokk berendezése nagyrészt fennmaradt.